# آستین دای
آستین دای (انگلیسی: Austin Daye؛ زادهٔ ۵ ژوئن ۱۹۸۸) بازیکن بسکتبال اهل ایالات متحده آمریکا است.
از باشگاه‌هایی که در آن بازی کرده‌است می‌توان به ممفیس گریزلیز، آتلانتا هاوکس، دیترویت پیستونز، و سن آنتونیو اسپرز اشاره کرد.